# Cuồng Việt Nam
Cuồng Việt Nam (danh pháp: Aralia vietnamensis) là một loài thực vật có hoa trong Họ Cuồng. Loài này được nhà thực vật học Hà Thị Dụng mô tả khoa học đầu tiên năm 1974.